# Ø
Ø este o literă și o vocală folosită în alfabetele și limbile daneză, norvegiană și faroeză. Pronunția corespunzătoare în limba română este eu ca în cuvântul bleu ([Pr.: blö]). Numele literei este identic cu sunetul pe care îl reprezintă, dar în limbile care nu posedă această literă se obișnuiește a fi numită o barat sau o cu linie. În alfabetul norvegian și danez, poziția acestei vocale în alfabet este după "z" -- în următoarea ordine z æ ø și å.

## Folosire
- în daneza, norvegiana și faroeza moderne Ø este o vocala monoftongata închisă rotunjită.
- Ǿ, Ø cu accent este foarte rar folosită în alfabetele daneză și norvegian pentru a clarifica cuvinte similare. De exemplu "hunden gǿr", "câinele latră" contra "hunden gør (det)", "câinele face (asta)". Adesea Ǿ este scris ca Ø deoarece Ǿ nu se poate introduce cu ajutorul tastaturii daneze. Utilizând mașini de scris mecanice se poate adăuga ´ deasupra oricărei litere.
- Ø este de asemenea folosită în ortografia unor limbaje africane precum Lendu vorbită în Congo-Kinshasa și Koonzime din Camerun.

## În alte limbi
- limbile turcă, azeră, turkmenă, tatară, finlandeză, suedeză, islandeză, rotumană, germană, estoniană și maghiară folosesc litera Ö în locul lui Ø. Sunetul maghiar pentru Ő este identic dar un pic mai lung.
- în daneză ø înseamnă insulă. Același cuvânt este reprezentat prin ö în suedeză.
- Ø/ø nu este relaționată și nu trebuie confundată cu litera asemănătoare din alfabetul grec Φ/φ (fi). Alfabetul chirilic are o litera echivalentă Ө folosită in alfabetele kazah, mongol și azer, etc.

## Calculatoare

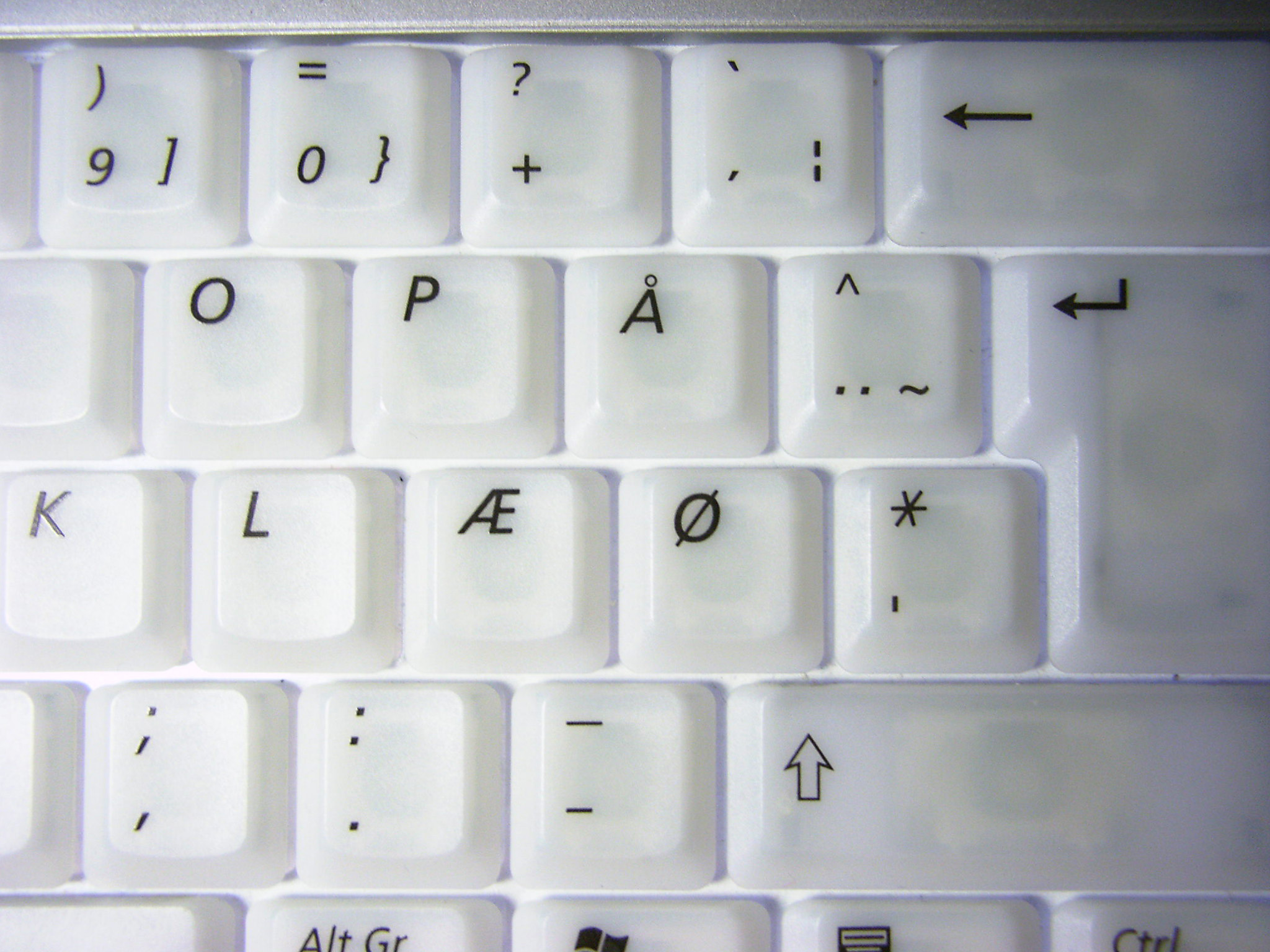
Tastatură daneză cu tastele Æ, Ø, și Å. În versiunile norvegiene Æ și Ø schimbă locurile între ele.

- Numele acestei litere în Unicode este "Latin capital/small letter O with stroke" - "Literă O capită/minuscula latină cu bară ". În Unicode, ca și în ISO 8859-1, literele Ø și ø au codurile U+00D8 și U+00F8.
- În TeX litera se poate produce prin \o
- Pentru utilizatorii de calculatoare Mac cu tastaturi englezești, litera poate fi obținută apăsând Option key simultan cu tasta O, sau o
- În sistemul de operare Amiga litera poate fi obținută ținând apăsată tasta Alt și apăsând O sau o.
- În Microsoft Windows, folosind setarea de tastatură "United States-International" se poate obține apăsând Alt-GR (Alt dreapta)+L. Pentru alte tipuri de tastaturi se pot folosi combinațiile Alt+0216 pentru Ø respectiv ALT+0248 (pentru sisteme care folosesc codul 1252). Pentru ISO 8859-1, valorile corecte sunt 216 și 248, echivalentele hexazecimale ale lui D8 și F8[1].
- În HTML,codurile pentru Ø, ø sunt &Oslash; respectiv &oslash;.
- În X Window System,se pot obține aceste caractere apăsând Alt-Gr și o or O, sau apăsând Multi key apoi slash și apoi o sau O.
- În anumite sisteme precum vechi versiuni de MS-DOS, litera Ø nu face parte din sistemul 437, in sistemele scandinave Ø înlocuiește yen (¥) pe poziția 165, și ø pe 162 în locul simbolului ¢.
- În Unicode, Ǿ și ǿ au codurile U+01FE și U+01FF. Acestea nu sunt disponibile pentru versiunea daneză a Microsoft Windows.

## Simboluri similare
- în matematică se folosește simbolul "∅" (UnicodeU+2205), cu referire la o mulțime fără elemente (mulțime vidă), fiind introdus de către Bourbaki. Simbolul "∅" este un cerc tăiat, pe când litera "Ø" este un oval.

- în inginerie se folosește ⌀ (Unicode U+2300), un simbol asemănător dar diferit, pentru a indica diametrul. Același simbol se folosește în fotografie pentru a indica diametrul lentilelor.

## Diverse
- În alfabetul fonetic Ø este numit "Ødis", în versiunea daneză "Ørnulf" și "Østen" în cea norvegiană.
- În muzică, ø este folosit intensiv pentru a reprezenta o coardă înjumătățită (m7b5: 1 - b3 - b5 - b7). De exemplu, Cm7b5 este notată ca Cø.
- Se folosește ca abreviere pentru Enhedslisten, un partid politic danez.
- În lingvistică se folosește pentru a reprezenta absența unui cuvânt.
- În phpMyAdmin ø este folosit pentru a reprezenta "media" (statistică).
- În audio inginerie se folosește pentru a reprezenta un semnal a cărui polaritate (fază) a fost inversată.